# Роналд Колман
Роналд Колман (на английски: Ronald Charles Colman) е английски актьор, чиято популярност е най-голяма през 1930-те и 1940-те.

## Биография
В началото на 20. век той става актьор любител. Първата си професионална роля получава през 1914 г. През същата година е тежко ранен по време на Първата световна война от шрапнел. През 1920 г. емигрира в Америка.
Филмът „Двойствен живот“ (1947) му носи Оскар и Златен глобус. През 2002 г. неговата златна статуетка Оскар е продадена за 174 500 долара.
Има два брака и една дъщеря.

## Избрана филмография
| Година | Филм                  | Оригинално заглавие         | Роля                                | Режисьор        |
| ------ | --------------------- | --------------------------- | ----------------------------------- | --------------- |
| 1937   | Изгубеният хоризонт   | Lost Horizon                | Робърт Конуей                       | Франк Капра     |
| 1947   | Двойствен живот       | A Double Life               | Антъни Джон                         | Джордж Кюкор    |
| 1956   | Около света за 80 дни | Around the World in 80 Days | представител на железницата в Индия | Майкъл Андерсън |